# Paraparésie
La paraparésie (en anglais : paraparesis,du Grec : para : à côté et parésis : faiblesse) est une paralysie légère des membres inférieurs. C'est une forme moins importante de la paraplégie, qui est une paralysie des membres inférieurs. Dans la paraparésie, l'atteinte motrice est moindre.
C'est l'un des signes moteurs de la sclérose en plaques (ou SEP).